# Crank It Up
«Crank It Up» — другий міжнародний та фінальний сингл другого студійного альбому американської поп-співачки Ешлі Тісдейл — «Guilty Pleasure». По Європі та Південній Америці сингл почав виходили починаючи із 9 жовтня 2009 у Франції та Чилі, і закінчуючи 26 жовтня 2009 в Аргентині. Пісня написана Нікласом Моліндером, Йоякімом Перссоном, Йоханом Алькенасом та Девідом Яссі; спродюсована Нікласом Моліндером та Йоякімом Перссоном. Прем'єра відеокліпу відбулася 5 жовтня 2009.

## Список композицій
Максі CD-сингл
1. «Crank It Up» (версія синглу) — 3:01
2. «Time's Up» (трек поза альбомом) — 3:25
3. «Blame It on the Beat» (трек поза альбомом) — 3:28

Міжнародний цифровий сингл
1. «Crank It Up» (версія синглу) — 3:01
2. «Time's Up» (трек поза альбомом) — 3:28

## Музичне відео
Музичне відео зрежисоване Скотом Спіром. Зйомки проходили на тижні від 28 вересня 2009 в Лос-Анджелесі. Прем'єра відеокліпу відбулася 5 жовтня 2009 на VIVA Germany та 6 жовтня 2009 на Myspace.

## Чарти
| Чарт (2009)                  | Місце |
| ---------------------------- | ----- |
| Australian Singles Chart     | 22    |
| Eurochart Hot 100 Singles    | 66    |
| Germany German Singles Chart | 19    |
| Ukraine (FDR Pop Singles)    | 3     |

## Історія релізів
| Регіон    | Дата           | Лейбл                | Формат                         | Каталог    |
| --------- | -------------- | -------------------- | ------------------------------ | ---------- |
| Франція   | 9 жовтня 2009  | Warner Bros. Records | Міні-альбом                    | 9362497825 |
| Чилі      | 9 жовтня 2009  | Warner Bros. Records | Цифрове завантаження           | 47263-6    |
| Фінляндія | 12 жовтня 2009 | Warner Bros. Records | Цифрове завантаження           |            |
| Німеччина | 9 жовтня 2009  | Warner Bros. Records | Цифрове завантаження           | 9362497825 |
| Німеччина | 16 жовтня 2009 | Warner Bros. Records | CD-сингл                       | 9362497825 |
| Європа    | 17 жовтня 2009 | Warner Bros. Records | CD-сингл, цифрове завантаження | 9362497825 |
| Аргентина | 26 жовтня 2009 | Warner Bros. Records | Цифрове завантаження           |            |